# Alexandre Roumiantsev
 (juillet 2022).
Pour les articles homonymes, voir Roumiantsev.
Alexandre Ivanovitch Roumiantsev (en russe : Александр Иванович Румянцев) (1680-1749) est un conseiller de Pierre le Grand. Il était le père du maréchal-comte Pierre Alexandrovitch Roumiantsev-Zadounaïski et de Daria, comtesse von Wallenstein.
L'empereur Pierre le Grand lui confia de nombreuses missions diplomatiques.
Il descendait des Roumiantsev, une famille de boyards connue depuis le XIVe siècle.

## Biographie

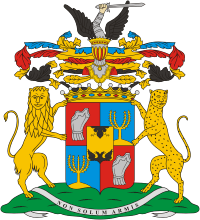
Armoiries de la famille Roumiantsev

Dans sa jeunesse, il servit au sein du célèbre régiment Préobrajensky.
le comte Pierre Tolstoï et lui-même furent envoyés par le tsar en mission à Naples, pour ramener le tzarévitch Alexis, accusé de complot contre Pierre le Grand, en Russie.
On accusa, sans fondement historique réel, Roumiantsev d'avoir contribué à l'accusation de complot d'Alexis contre son père, ce qui mena le tsarévitch à la mort en 1718.
Pierre le Grand dépêcha aussi Roumiantsev en Petite Russie (correspondant à la partie orientale de l'Ukraine d'aujourd'hui), afin d'enquêter sur la loyauté de l'hetman cosaque Poloubotok qui avait manifesté des revendications en faveur de la noblesse locale. Il fut arrêté au bout de quelques mois et mourut en 1724, à la forteresse Pierre-et-Paul.
Pendant le règne de l'impératrice Anne, Roumiantsev fut disgrâcié à cause de son opposition à la germanophilie et au luxe de la nouvelle cour et il fut envoyé sur ses terres, près de Kazan.
De retour en grâce, en 1735, il recouvra son rang de lieutenant-général et fut nommé gouverneur d'Astrakhan, puis de Kazan. Il dut à l'époque lutter contre les Bachkirs.
En 1738, il dirigea la destinée de la Petite Russie, notamment dans le domaine militaire et, en 1740, fut nommé ambassadeur à Constantinople, auprès de la Sublime Porte.
Il fut élevé au titre de comte par l'impératrice Élisabeth, en raison de ses combats aux côtés du général von Münnich contre les Turcs et de sa participation à la négociation du traité de paix de 1743 avec la Suède.
Il était l'époux (depuis 1720) de la comtesse Marie Andreïevna Matveïev, fille de l'ambassadeur-comte André Artamonovitch Matveïev. Son épouse lui survécut pendant quarante ans[réf. nécessaire] et fut une figure brillante des salons de l'aristocratie de l'époque, évoquant à loisir ses liens avec la Cour de Versailles.

## Source
- Alexander Ivanovich Rumyantse, Dictionnaire encyclopédique Brockhaus et Efron - Saint-Pétersbourg, 1890-1907.